# فورت جونيس (كاليفورنيا)
فورت جونيس (بالإنجليزية: Fort Jones)‏ هي إحدى مدن مقاطعة سيسكييوو، كاليفورنيا. تم إعطاءها لقب مدينة في 16 مارس، 1872.